# Ecem Alıcı
Ecem Alıcı (Ankara, 1 de gener de 1994) és una jugadora de voleibol turca. Actualment juga al Galatasaray d'Istanbul. Va participar en la selecció nacional femenina juvenil, on va ser campiona d'Europa i del Món el 2011. Durant la seva carrera esportiva ha jugat també a TVF Spor Lisesi (Liceu d'Esports de la Federació turca de voleibol), d'Ankara, al Maltepe Yalıspor de Maltepe (İstanbul) i al Çanakkale Belediyespor de Çanakkale. Fa 1,81 m d'alçada i pesa 66 kg.